# ساموراي ويسترن
ساموراي ويسترن (بالإنجليزية: Samurai Western)‏ (باليابانية: サムライウエスタン 活劇侍道) ، هي لعبة إلكترونية من نوع أكشن مغامرات، أنتجت عام 2005م.

## طريقة اللعبة
ذهب المحارب السامواري إلى الغرب الأمريكي بحثاً عن صديقه السابق السامواري وهو تعلم من الأمريكيون الأشرار حمل المسدس ومجموعة من رعاة البقر، ويسعى لتطهير المنطقة الصحراوية من لصوص رعاة البقر.

## وصلات خارجية
- الموقع الرسمي
 (Acquire)
- الموقع الرسمي
 (Atlus)
- ساموراي ويسترن على موبي غيمز